# Bettwil
Bettwil (schweizertyska: Bepmel) är en ort och kommun i distriktet Muri i kantonen Aargau, Schweiz. Kommunen har 695 invånare (2023).
Orten nämns för första gången i historien som Petiwilare 893.
Kommunen ligger på en högplatå cirka tre kilometer öster om Hallwilersjön. Byn Bettwil ligger vid kommunens västra gräns. I dalgången av floden Bünz i kommunens sydöstra del finns två torp som ligger cirka en kilometer från varandra.
Av kommunens 4,25 km² är 0,91 km² skog och 0,41 km² boplatser eller trafikanläggningar. Höjden varierar mellan 649 och 760 meter över havet.
Byns salkyrka St. Georg byggdes 1788/89 med material från ett tidigare kapell. Kyrkans interiör följer senare barockens stilriktning.
Nästan alla invånare i kommunen (97,6 %) har tyska som modersmål.
2005 var 36 % av kommunens invånare sysselsatt i jordbruket, 29 % i smärre manufakturer och 35 % i servicesektorn. Ungefär 2/3 delar av alla anställda pendlar till andra kommuner, främst Wohlen och Villmergen.